# Manuel Ponce Sánchez
Manuel Ponce Sánchez (Cartagena, 1965) es un actor teatral y director de escena español.

## Biografía
Miembro de la Asociación Española de la Prensa y del Colegio de Periodistas de la Región de Murcia. Miembro de la Academia de las Ciencias y las Artes de Televisión de España.
Posee un máster en Periodismo Digital por la Universidad de Alcalá.
Su trayectoria profesional en el ámbito de la comunicación se inició en 1988 en el diario La Opinión de Murcia, del grupo Editorial Prensa Ibérica. Después fue corresponsal del diario catalán El Observador de la Actualidad.
Más tarde ingresó en el diario La Verdad (Vocento; 1991-1995). Su periplo continuó después por medios como Diario 16 en Murcia y fue corresponsal del diario económico del Grupo PRISA, Cinco Días. También ha dirigido varias publicaciones semanales y mensuales para colegios profesionales y entidades empresariales, y de información general como la revista Buenos días, magazine.
Entre 1999 y finales de 2009, fue director del periódico El Faro en la Región de Murcia. Como informador se ha especializado en información política y parlamentaria. Ha cubierto para distintos medios regionales noticias desde Túnez, Japón, Estados Unidos.
En radio dirigió durante diez años (1996-2006) el magacín diario Tinta china en la emisora pública Onda Regional de Murcia. En esta misma emisora dirigió el programa nocturno La noche de la economía. También ha colaborado para otras emisoras como Radio Cartagena (Cadena SER), a finales de la década de 1980 con el programa cultural Patio de butacas.
Ha sido director de Gabinete, Comunicación y Relaciones Institucionales de la Radiotelevisión Pública de la Región de Murcia durante los años 2010 a 2013. Durante más de tres años (2007-2011) fue colaborador del programa Buenos días y Asuntos internos de 7 Televisión Región de Murcia.
En esta misma cadena ha presentado y codirigido el programa Separata.
Desde 2019 forma parte del periódico digital especializado en economía y empresa Murcia Diario, del que es su director desde 2022. 
En 2006 la Asociación Española de Editoriales de Publicaciones Periódicas (AEEPP) lo nombra delegado para la Región de Murcia. En 2007 la AEEPP reconoce su trabajo al frente de Prensa del Sureste –de la que fue director general– con un accésit a la mejor publicación del año con el periódico Crónica. En 2008 defiende como ponente en Madrid El fenómeno de la comunicación regional en la Comunidad de Murcia; un proceso de redefinición y adaptación, con motivo del I Congreso Mundial de Prensa Gratuita.
Ha participado como ponente en varias conferencias y mesas redondas sobre comunicación, periodismo y el sector audiovisual, organizado por diversas entidades del sector, entre ellas el Colegio de Periodistas de la Región de Murcia.
En 2009 forma parte del Consejo Rector de la Escuela de Prácticas de Periodismo, Publicidad y Documentación de la Universidad de Murcia. También ha participado en conferencias y ponencias para el Vicerrectorado de Extensión Cultural y Proyección Universitaria de la Universidad de Murcia (2006); o la Consejería de Educación y Cultura de la Región de Murcia, la Fundación COSO y el periódico Magisterio (2006).
En el terreno de la escena ha dirigido y representado como actor numerosos espectáculos teatrales y mimo a mediados y finales de la década de 1980; con autores como Lorca o Shakespeare y Chejov, así como autores del Siglo de Oro español. En 1987 se especializó en Italia en la interpretación de la Comedia del Arte con el Teatro del Vicolo, de Milán. Desde 1988 es miembro de la Asociación Española de Directores de Escena.

## Obra
- Máiquez, el actor maldito. Ayuntamiento de Cartagena. 1995. ISBN 84-87529-28-3.
- Aprender teatro. Ayuntamiento de Cartagena. 1998. ISBN 84-87529-44-5.
- Carthagineses y romanos: la gran fiesta del Mediterráneo. Ayuntamiento de Cartagena. 1999. ISBN 84-87529-53-4.
- La quema de la Asamblea: crónica periodística de la mayor crisis industrial vivida en Cartagena en el último siglo (1991-1993). Cartagena: Editorial Áglaya. 2004. ISBN 84-95669-39-0.
- Una historia de aquí. Crónica política 2014-2019 La Fea Burguesía / ISBN 978-84-947994-9-5

- Datos: Q5994045